# Para você querido Caé
Albums de Patrizia Laquidara
Indirizzo portoghese
(2003)
Para você querido Caé est le premier album de Patrizia Laquidara, sorti en 2001.
Il est dédié au chanteur brésilien Caetano Veloso, avec 16 chansons dans le style Bossa nova.

## Titres
1. O ciúme (intro)
2. Você é linda
3. Sampa
4. Carolina
5. Itapuá
6. A tua presença, Morena
7. Eu sei que vou te amar
8. Coração vagabundo
9. O cu do mundo
10. E preciso perdoar
11. Cucurrucucú
12. Lindeza
13. Cajuina
14. Meditação
15. O ciúme
16. Minha voz, minha vida